# Salinas Chicas
Salinas Chicas – depresja (do 42 m p.p.m.) położona na półwyspie Valdes w Argentynie. Administracyjnie należy do departamentu Biedma prowincji Chubut. Solnisko, do niedawna uważany za najniżej położony punkt Ameryki Południowej (faktycznie jest nim  Laguna del Carbón).
W latach 1901 – 1920 funkcjonowała kolej Ferrocarril de Península Valdés, łącząca Salinas Chicas i sąsiadujące Salinas Grandes z miastem Puerto Pirámides.